# 埃斯唐卡尔邦
埃斯唐卡尔邦（法語：Estancarbon，法語發音：[ɛstɑ̃kaʁbɔ̃]）是法国上加龙省的一个市镇，属于圣戈当区。

## 地理
埃斯唐卡尔邦（43°6'16"N, 0°47'9"E）面积6.23 平方千米，位于法国奧克西塔尼大區上加龙省，该省份为法国西南部内陆省份，西南端与西班牙接壤，自此顺时针与上比利牛斯省、热尔省、塔恩-加龙省、塔恩省、奥德省和阿列日省接壤。
与埃斯唐卡尔邦接壤的市镇（或旧市镇、城区）包括：朗多尔特、拉巴特伊纳尔、科曼日地区米拉蒙、潘蒂斯伊纳尔、圣戈当、萨瓦尔泰斯。

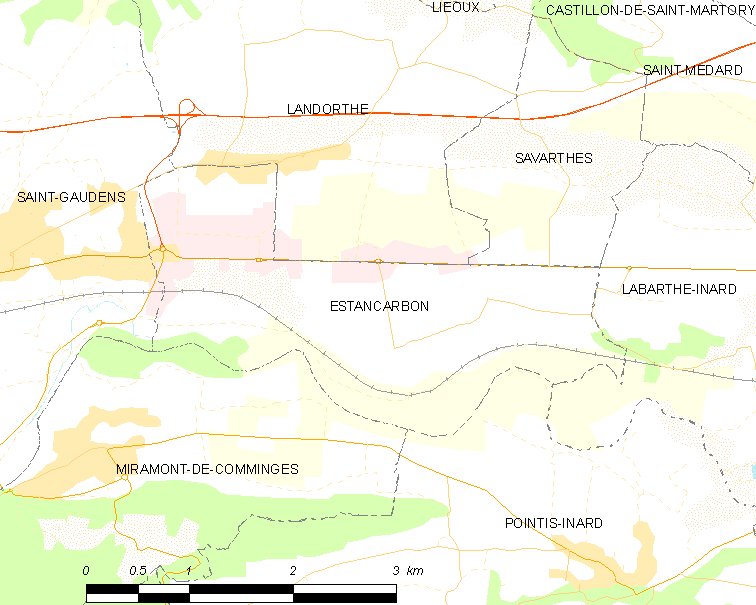
埃斯唐卡尔邦的OSM定位图

埃斯唐卡尔邦的时区为UTC+01:00、UTC+02:00（夏令时）。

## 行政
埃斯唐卡尔邦的邮政编码为31800，INSEE市镇编码为31175。

## 政治
埃斯唐卡尔邦所属的省级选区为圣戈当县。

## 人口

1962-2008年间埃斯唐卡尔邦人口变化图示

埃斯唐卡尔邦于2022年1月1日时的人口数量为615人。